# Orophilopsis
Orophilopsis is een geslacht van rechtvleugeligen uit de familie sabelsprinkhanen (Tettigoniidae). De wetenschappelijke naam van dit geslacht is voor het eerst geldig gepubliceerd in 1945 door Lucien Chopard.

## Soorten
Het geslacht Orophilopsis  is monotypisch en omvat slechts de volgende soort:
- Orophilopsis subaptera (Chopard, 1945)